# Wielewaal (Rotterdam)
De Wielewaal is een kleine wijk met semi-permanente woningen in de gemeente Rotterdam, in de Nederlandse provincie Zuid-Holland. De wijk, gelegen in het stadsdeel Charlois, is gebouwd in 1949 om de woningnood na de Tweede Wereldoorlog te verminderen. De opzet en (voor)geschiedenis van de wijk vertoont grote gelijkenis met het Amsterdamse Vogeldorp.
De Wielewaal is gelegen tussen de Kromme Zandweg in het noorden, de Schulpweg in het westen, de Korperweg in het zuiden en de Groene Kruisweg in het oosten. De wijk omvat 20 straten met in totaal 545 woningen. Het grootste deel van de woningen heeft één woonlaag. De Wielewaal heeft bij mooi weer de uitstraling van een vakantiedorp.
De woningen zijn niet onderhouden en waren bedoeld om ongeveer 25 jaar te blijven staan. De gemeente Rotterdam ging ervan uit dat de woningen tot 2015 zouden blijven staan. De bewoners kwamen echter met een eigen plan om het unieke karakter van de wijk te behouden, dat inhield dat op de huidige footprint de woningen 1-op-1 zouden worden vervangen door nieuwe woningen. In 2016 verliet een deel van de bewoners zijn huis en elk achtergelaten huis werd volledig afgesloten. De overgebleven bewoners begonnen de actie Wielewaalers wijken niet voor woonstad.
De naam Wielewaal verwijst naar de nabijgelegen plassen Waal en Wiel, die in de middeleeuwen ontstaan zijn bij dijkdoorbraken, en is tegelijk een woordspeling die associaties oproept met de gelijknamige vogel. 

## Demografie
| Achtergrond inwoners Wielewaal (2020)     | Aantal | %     |
| ----------------------------------------- | ------ | ----- |
| Autochtonen                               | 265    | 66,25 |
| Surinamers                                | 25     | 6,25  |
| Antillianen                               | 15     | 3,75  |
| Marokkanen                                | 10     | 2,50  |
| Turken                                    | 10     | 2,50  |
| Overige Niet-Westerse migratieachtergrond | 25     | 6,25  |
| Westerse migratieachtergrond              | 50     | 12,50 |
|                                           |        |       |
| Totaal Niet-Westerse migratieachtergrond  | 85     | 21,25 |
| Totaal migratieachtergrond                | 135    | 33,75 |
| Totaal inwoners                           | 400    | 100   |

## Afbeeldingen

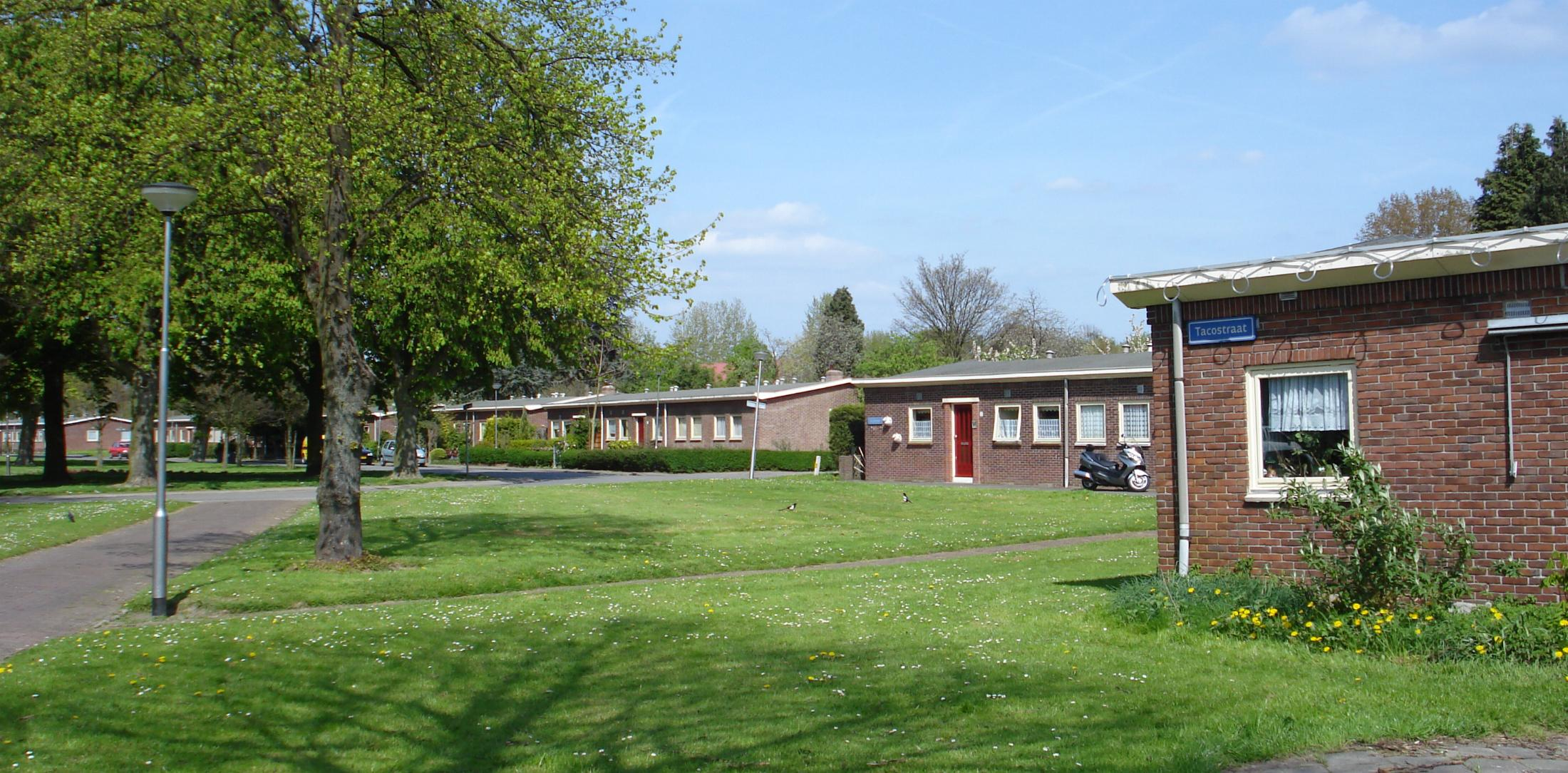
Rotterdamse wijk Wielewaal
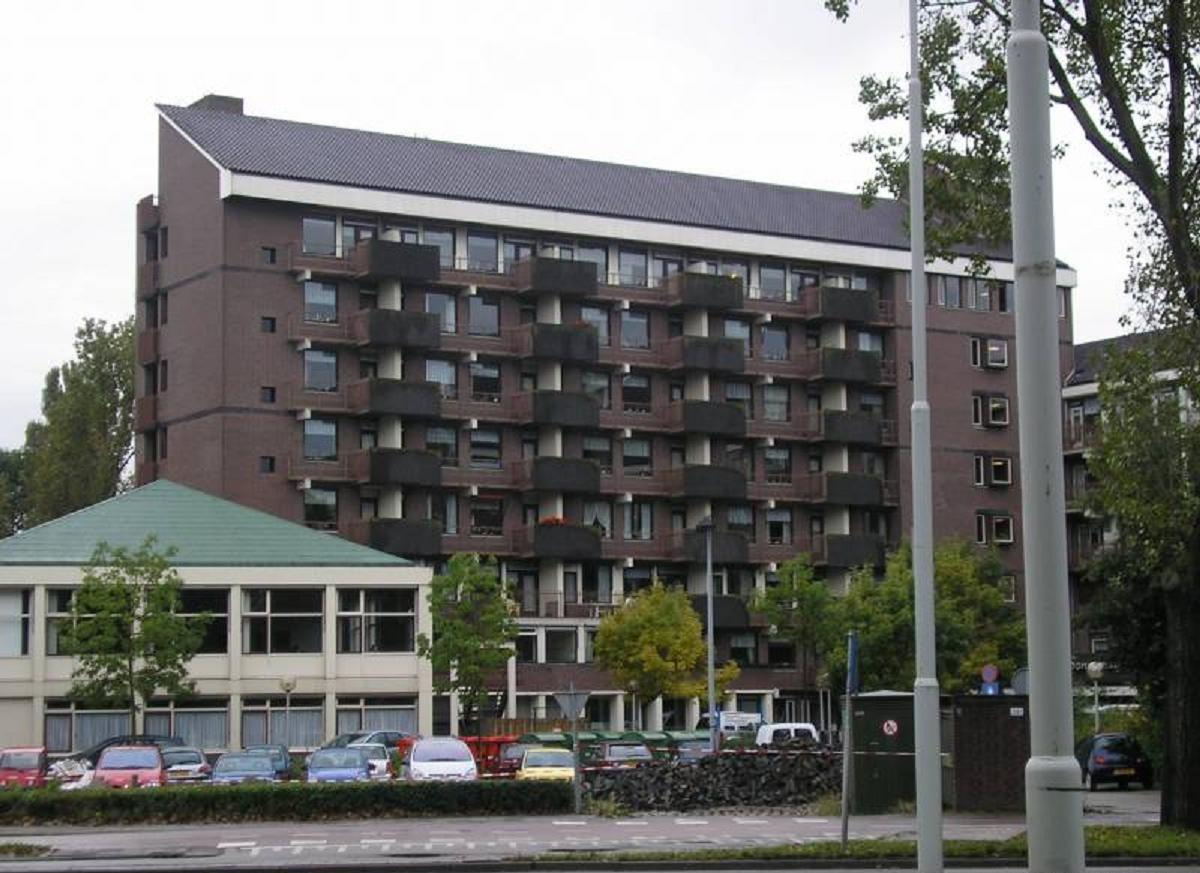
Zorgcentrum van de N.H.Stichting Sonneburgh
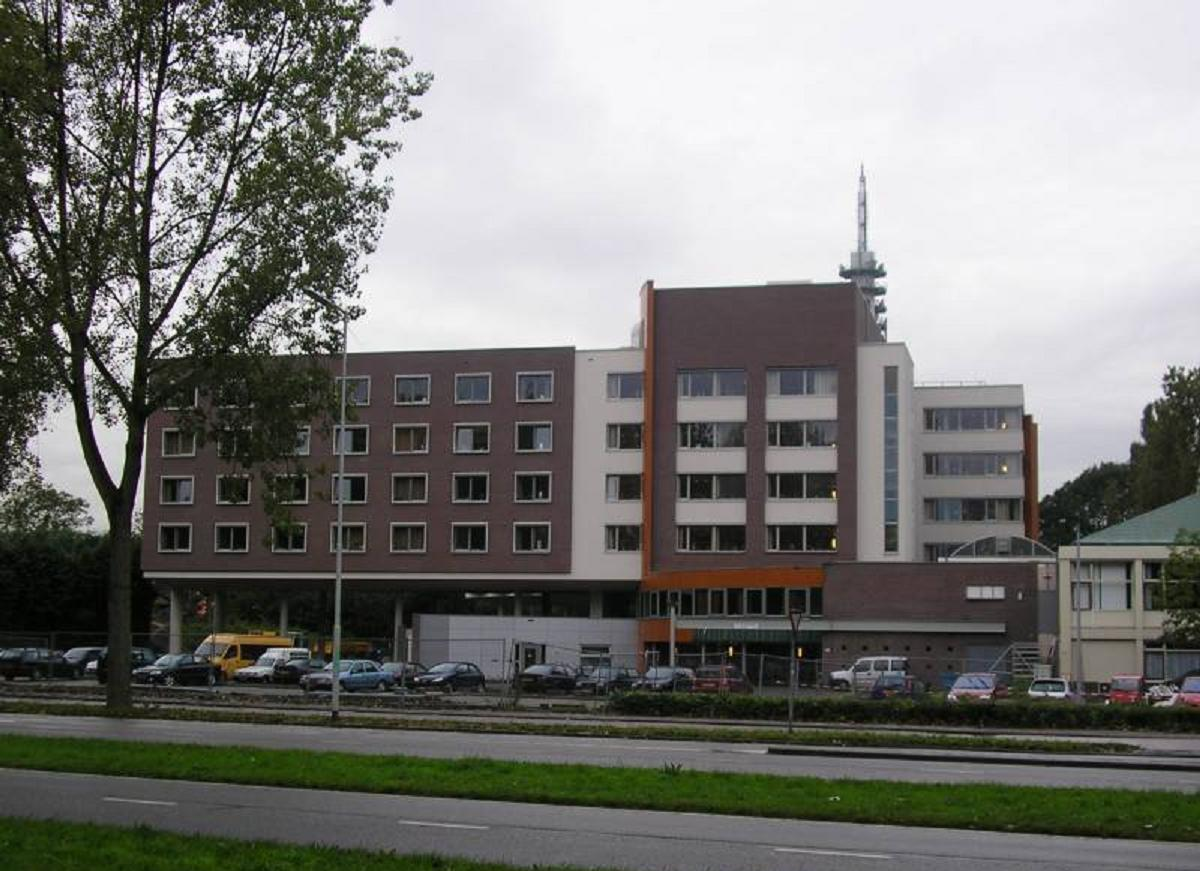
Verpleeginrichting van de N.H.Stichting Sonneburgh

- Library of Congress Control Number: no90025322
- Virtual International Authority File: 133972703

Carnisserbuurt · 
Heijplaat · 
Oud-Charlois · 
Pendrecht · 
Tarwewijk · 
Wielewaal · 
Zuidwijk
Rotterdam Centrum ·
Rotterdam-Noord ·
Rotterdam-Oost ·
Rotterdam-West ·
Rotterdam-Zuid ·
110-Morgen ·
Afrikaanderwijk ·
Agniesebuurt ·
Bergpolder ·
Beverwaard ·
Blijdorp ·
Blijdorpse polder ·
Bloemhof ·
Boomgaardshoek ·
Bospolder-Tussendijken ·
CS-kwartier ·
Carnisserbuurt ·
Cool ·
Crooswijk ·
De Esch ·
De Veranda ·
Delfshaven ·
Delfshaven-Schiemond ·
Dijkzigt ·
Feijenoord ·
Gadering ·
Groenenhagen-Tuinenhoven ·
Groot-IJsselmonde ·
Heijplaat ·
Het Lage Land ·
Hillegersberg ·
Hillesluis ·
Homerusbuurt ·
Hordijkerveld ·
Kandelaar ·
Karl Marxbuurt ·
Katendrecht ·
Kiefhoek ·
Kleinpolder ·
Kleiwegkwartier ·
Kop van Zuid ·
Kralingen ·
Kralingse Veer ·
Kreekhuizen ·
Landzicht ·
Liskwartier ·
Lloydkwartier ·
Lombardijen ·
Meeuwenplaat ·
Middelland ·
Middengebied ·
Millinxbuurt ·
Molenlaankwartier ·
Molièrebuurt ·
Nesselande ·
Nieuw Engeland ·
Nieuw-Mathenesse ·
Nieuwe Westen ·
Nooddorp ·
Noordereiland ·
Ommoord ·
Oosterflank ·
Oud-Charlois ·
Oud-IJsselmonde ·
Oud-Mathenesse ·
Oude Noorden ·
Oude Westen ·
Oudeland ·
Overschie ·
Pendrecht ·
Prinsenland ·
Provenierswijk ·
Reyeroord ·
Rubroek ·
Sagenbuurt ·
Scheepvaartkwartier ·
Schiebroek ·
Schiemond ·
's-Gravenland ·
Smeetsland ·
Spaanse Polder ·
Spangen ·
Sportdorp ·
Stadsdriehoek ·
Struisenburg ·
Tarwewijk ·
Terbregge ·
Tussenwater ·
Varenbuurt ·
Vondelingenplaat ·
Vreewijk ·
Waalhaven ·
Westpunt ·
Wielewaal ·
Witte Dorp ·
Zalmplaat ·
Zenobuurt ·
Zestienhoven ·
Zevenkamp ·
Zomerland ·
Zuidwijk